# Gran Almirante Thrawn
El Gran Almirante Thrawn (nombre completo: Mitth'raw'nuruodo; nacido: Kivu'raw'nuru) es un personaje ficticio de la franquicia Star Wars. Se destaca por aparecer como el personaje epónimo en las trilogías de novelas Thrawn (1991–1993; 2017–2019; 2020–2021) de Timothy Zahn. Un líder militar imperial y miembro de la raza Chiss, Thrawn lidera los restos del disperso Imperio Galáctico después de su caída.
En la trilogía "Thrawn" de 1991–1993, Thrawn regresa de lo desconocido y lidera a los remanentes imperiales en una campaña contra la Nueva República, enfrentándose al clásico "Star Wars", personajes como Luke Skywalker, Leia Organa, Han Solo, Chewbacca y Lando Calrissian, antes de aparentemente resucitar en la duología Hand of Thrawn (1997–1998), con su historia de fondo explorada en varias otras novelas, cuentos, cómics y videojuegos en el universo expandido de Star Wars; en 2014, estas historias fueron renombradas como Star Wars Legends por Lucasfilm y convertidas en no canon.
Thrawn volvió a entrar en el canon oficial en la serie de animación en 3D Star Wars Rebels de 2016 a 2018, con la voz de Lars Mikkelsen, y Zahn publicó una nueva trilogía de Thrawn (2017-2019) y luego la trilogía Thrawn Ascendancy (2020-2021), reinventando a Thrawn como un antivillano y agente doble que se infiltró en las filas del Imperio en nombre de su propia gente y el gobierno galáctico de las Regiones Desconocidas, la Ascendencia Chiss, con la intención de utilizar los recursos imperiales para participar en una guerra abierta con los fanáticos extragalácticos, los Grysk, antes de que puedan invadir la galaxia, mientras tanto, oponiéndose a la Alianza Rebelde en nombre de Palpatine antes de ser enviado a la fuerza a Peridea, un planeta de otra galaxia, por y junto a Ezra Bridger. Thrawn hizo su debut en acción real en la serie de Disney+ Ahsoka (2023), con Mikkelsen retomando su papel.
Thrawn ha sido llamado uno de los personajes más significativos y populares en la continuidad de Legends. Se han producido figuras de acción de Star Wars y otras mercancías del personaje.

## Personaje
Thrawn apareció por primera vez en la novela de 1991 Timothy Zahn Heredero del Imperio, la primera entrega de lo que se conoció como la primera trilogía de Thrawn. Es un Gran Almirante en la Marina Imperial, y categóricamente "el más brillante de los secuaces del Emperador". Miembro de la especie alienígena Chiss, idioma nativo Cheunh, Thrawn es descrito como un humanoide alto y de constitución sólida con piel azul y ojos rojos brillantes que viste el uniforme blanco acorde con su rango. Ha ascendido en el poder gracias a su "brillantez táctica y astucia", y ha sido descrito como "uno de los antagonistas más amenazantes" en el universo de "Star Wars". Es un estratega militar sin igual y un genio táctico que ha realizado un extenso estudio de la inteligencia militar y las obras de arte de otras culturas, y la trilogía Thrawn lo encuentra al mando de los restos de la Flota Imperial en una serie de impresionantes victorias contra el Nueva República. Su nombre completo fue Mitth'raw'nuruodo.
IGN describió al personaje como "diabólico, brillante y despiadado". Zahn describe el estilo de mando de Thrawn como considerablemente diferente al de Darth Vader y otros comandantes imperiales típicos; en lugar de castigar el fracaso y la disidencia, Thrawn promueve la creatividad entre su tripulación y acepta las ideas de sus subordinados. Zahn dijo en 2017:

La mayoría de los líderes imperiales que vemos en las películas gobiernan mediante una combinación de miedo y manipulación. Quería crear algo diferente: un comandante que pudiera liderar mediante la lealtad. El resultado fue Thrawn, un genio táctico cuyas tropas lo siguen voluntariamente y que lucharán por él ya sea que esté vigilando sus hombros o no.

Haciendo referencia a las anotaciones de Zahn en la edición del vigésimo aniversario de Heir to the Empire, John Booth escribió en Wired que Zahn "creó y desarrolló a Thrawn como un personaje [por] deliberadamente estableciendo al Gran Almirante como un villano que lidera no por coerción y miedo sino valorando la estrategia y la lealtad". Zahn explicó en 2008 que la versión del Imperio de Thrawn es diferente de la de Palpatine porque Thrawn no tiene megalomanía ni xenofobia de Palpatine. Al llamar a Thrawn y a Mara Jade sus personajes favoritos de los que creó, Zahn señaló en 2006 que escribir al Gran Almirante "proporciona el desafío intelectual de tratar de idear tácticas y estrategias nuevas, inteligentes y (con suerte) viables". Zahn también ha declarado que toda la motivación de Thrawn, tanto sirviendo en el Imperio como en la Ascendencia, es proteger al pueblo Chiss y "todo lo demás fluye de eso".

### Interpretación
Thrawn tiene la voz de Tris King en el juego de ordenador de 1994 Star Wars: TIE Fighter, y por Tim Russell en el drama de audio de 1997 Dark Forces: Soldier for the Empire. En las temporadas tres y cuatro de Star Wars Rebels, Thrawn tiene la voz de Lars Mikkelsen. Mikkelsen repitió su papel de Thrawn de Rebels en acción real en la serie de 2023 de Disney+ Ahsoka.

## Apariciones

### Legends

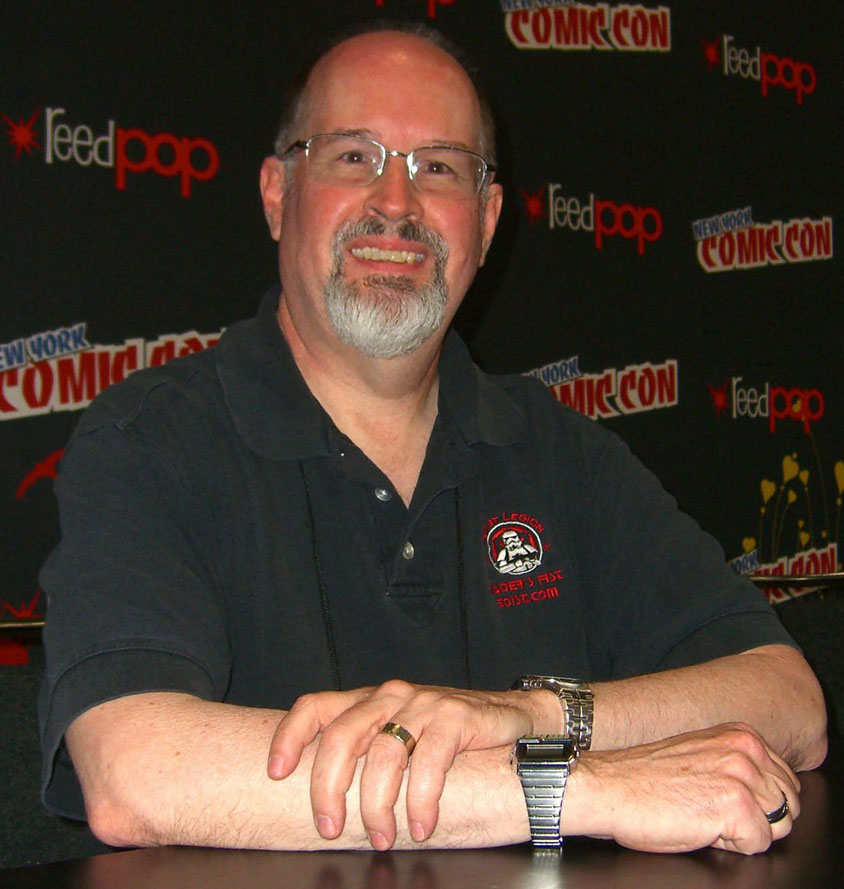
Timothy Zahn en 2012

Según Zahn, Lou Aronica de Bantam Spectra había negociado un contrato de libro con Lucasfilm en 1989, y el editor puso el nombre de Zahn en la parte superior de su lista de posibles autores. Dijo: "Mis instrucciones originales de LucasArts  [sic] consistían exactamente en dos reglas: los libros debían comenzar entre 3 y 5 años después de Return of the Jedi, y no podía usar a nadie que haya sido asesinado explícitamente en las películas." Zahn usó información de la trilogía cinematográfica original como su fuente principal, pero la complementó con detalles de los numerosos libros de consulta creados para el juego Star Wars, el juego de rol de West End Games , diciendo que "me salvaron de tener que reinventar la rueda muchas veces". A su vez, West End Games creó para cada novela de la trilogía su libro de consulta de juegos de rol.
Introducido en la trilogía Thrawn (1991–93), Thrawn se convirtió en un favorito de los fanáticos y posteriormente apareció en múltiples obras en lo que se hizo conocido como el Universo expandido de Star Wars, que incluye novelas, cómics y videojuegos, hasta 2006. A menudo se le cita como uno de los personajes más populares de la franquicia. El productor ejecutivo de Star Wars Rebels Dave Filoni dijo sobre el personaje en 2016: "No podrías haber crecido como fanático de Star Wars sin encontrarte con Thrawn en Heredero del Imperio". Era una época oscura en la que no había más películas y nos sorprendió que pudiera haber más." A la propia trilogía deThrawn se le atribuye ampliamente el mérito de haber revivido el interés en la franquicia Star Wars. En 2010, el creador de Star Wars: The Clone Wars, Filoni, expresó interés en utilizar Thrawn en esa serie. Algunos fanáticos de la serie "Thrawn" de Zahn habían esperado durante mucho tiempo que los libros fueran adaptados, y después del anuncio en 2012 de que The Walt Disney Company había adquirido Lucasfilm y planeaba producir secuelas cinematográficas de Return of the Jedi, Zahn comentó que si en las películas se utilizara material del universo expandido, "todos estaríamos encantados".
Con la adquisición de Lucasfilm por parte de Disney en 2012, la mayoría de las novelas y cómics con licencia de Star Wars producidos desde la película original de 1977 Star Wars fueron rebautizados como Star Wars Legends y declarados no canónicos en la franquicia en abril de 2014. Aunque Lucasfilm dejó claro que los nuevos medios "no contarían la misma historia contada en el Universo Expandido posterior a Return of the Jedi, también se estableció que "los creadores del nuevo entretenimiento de Star Wars tienen plena acceso al rico contenido del Universo Expandido." Reconociendo que Thrawn había sido considerado durante mucho tiempo por Lucasfilm al desarrollar proyectos, Filoni dijo más tarde en 2016 que, en particular, el personaje había estado en su lista de villanos potenciales al desarrollar Star Wars Rebels.

#### Trilogía deThrawn(1991–1993)
La trilogía de Thrawn, también conocida como la trilogía Heredero del Imperio, fue escrita por Timothy Zahn entre 1991 y 1993. Aproximadamente cinco años después de los hechos representados en Return of the Jedi, La Alianza Rebelde, ahora conocida como la Nueva República, ha expulsado los restos de la antigua Flota Estelar Imperial a un rincón distante de la galaxia y está intentando establecer un gobierno funcional. Leia Organa y Han Solo están casados y esperan gemelos. Luke Skywalker se ha convertido en el primero de una nueva y esperada línea de Caballeros Jedi. A miles de años luz de distancia, el Gran Almirante Thrawn, el último y más brillante de los 12 grandes almirantes, tomó el mando de la destrozada Flota Imperial y la preparó para atacar la Nueva República. Thrawn está buscando un Jedi Oscuro para unirse a su lado y confía en que podrá restaurar el Imperio.
En Heredero del Imperio (1991), el Gran Almirante Thrawn, maestro táctico, planea destruir la Nueva República a pesar de su ventaja numérica sobre las fuerzas imperiales restantes. Él pone su mirada en el almacén de Wayland del difunto Emperador Palpatine, que contiene una gran variedad de cilindros de clonación Spaarti y un escudo de camuflaje que funciona. Con este fin, Thrawn y su subordinado Gilad Pellaeon, capitán del Destructor Estelar Quimera, solicitan la ayuda del contrabandista Talon Karrde y su segundo al mando Mara Jade para obtener varias criaturas parecidas a salamandras llamadas ysalamiri. Thrawn usa el ysalamiri, que posee la habilidad natural de interrumpir la Fuerza, para someter al guardián del almacén Joruus C'baoth, un clon retorcido de un Maestro Jedi a quien el Gran Almirante había matado años antes. C'baoth ofrece su lealtad a cambio de que dos acólitos se dobleguen a su voluntad: los hijos gemelos de Darth Vader, Luke y Leia. Thrawn envía a algunos de sus Noghri asesinos para capturar a Luke y a Leia embarazada, pero sus intentos fallan repetidamente. Leia se defiende de un ataque y se sorprende cuando el Noghri se rinde repentinamente. Thrawn lanza su primera ofensiva, una serie de ataques rápidos en el territorio de la Nueva República, y luego roba un complemento de mineros topo de las operaciones mineras de Lando Calrissian en Nkllon. Necesitando barcos de guerra, y con sus tácticas anteriores que obligaron a más de 100 barcos con tripulación ligera a estar estacionados en los astilleros Sluis Van como lo planeó, Thrawn invade. Sus stormtroopers usan los mineros robados para abordar y secuestrar las naves, pero se ven frustrados cuando Lando puede tomar el control de los mineros de forma remota. El Gran Almirante retira sus fuerzas, pero gracias a la conspiración de Thrawn, su némesis de la Nueva República Almirante Ackbar pronto es arrestado por traición.
El despertar de la Fuerza Oscura (1992) revela que antes de las Guerras Clon, la República Galáctica había construido una flota de cruceros pesados altamente automatizados, conocida como la flota Katana. Un virus infectó a las tripulaciones de toda la flota y las volvió locas. La flota nunca se volvió a ver hasta que el contrabandista Talon Karrde la descubrió (varios años antes de los eventos del primer libro). Con acceso al almacén privado de Palpatine en el planeta Wayland, Thrawn aprovecha su ventaja para reunir más fuerzas para la batalla contra la Nueva República. Mara Jade, en un intento de exonerar la orden del Imperio por el arresto de Karrde, va a Thrawn y se ofrece a revelar la ubicación de la flota Katana. En cambio, hace que la sigan y capturan a Karrde. Luke y Mara rescatan a Karrde del Destructor Estelar de Thrawn mientras Thrawn intenta capturar a otro hombre que conoce la flota "Katana". Mientras tanto, Leia se entera de que los noghri sirven al Imperio porque reverencian a su difunto padre, Darth Vader, quien creen que salvó a su planeta Honoghr del desastre ecológico. Leia los convence de que han sido engañados y efectivamente esclavizados por el Imperio, y cambian de bando. Con Ackbar temporalmente neutralizado como un oponente táctico, Thrawn lidera un ejército de clones para reclamar la llamada "flota Katana", superando a Luke, Lando y Han Solo.
En La última orden (1993), ambientada aproximadamente un mes después del libro anterior, Thrawn usa la flota Katana, tripulada con clones, para montar una ofensiva exitosa contra la Nueva República. . Tomando un planeta tras otro, el Gran Almirante pronto inmoviliza la capital mundial galáctica, Coruscant. Ha colocado múltiples asteroides encubiertos alrededor del planeta y, a través de una artimaña, ha llevado a los líderes de la Nueva República a creer que Coruscant está rodeado de ellos. Al enterarse del engaño, la flota de la República ataca los astilleros imperiales en Bilbringi para capturar un dispositivo que puede encontrar los asteroides ocultos, pero las fuerzas de Thrawn los interceptan y los rodean. Mientras tanto, Luke y Leia lideran un grupo para destruir la instalación de clonación en Wayland, matando a C'baoth y destruyendo los cilindros de clonación. Justo cuando Thrawn y Pellaeon se enteran de que los noghri ayudaron en el ataque a Wayland, el guardaespaldas noghri de Thrawn, Rukh, mata al gran almirante, cuyas últimas palabras son: "Pero ... fue tan artísticamente hecho". La marea de la batalla en Bilbringi cambia, y con la esperanza de victoria frustrada por la muerte de Thrawn, Pellaeon ordena a las fuerzas imperiales que se retiren.

#### Hand of Thrawn (1997-1998)
El espectro del pasado (1997) de Zahn encuentra a Thrawn aparentemente resucitado diez años después de su muerte cuando reaparece para liderar las diezmadas fuerzas imperiales contra la inestable Nueva República. Aparece un registro llamado Documento Caamasi, que indica que un pequeño grupo de Bothan fueron los perpetradores de la trágica destrucción del planeta Caamas y provoca que más de cien naves de guerra alienígenas se reúnan en órbita sobre el mundo natal de los Bothanos, lo que el Imperio espera utilizar en su beneficio.
En Visión del futuro (1998), el almirante Gilad Pellaeon admite que el Imperio, reducido a sólo unos pocos sectores, ahora está librando una batalla perdida e inicia conversaciones de paz con la princesa Leia. Sin embargo, Moff Disra contrata a un estafador, Flim, para hacerse pasar por el fallecido Gran Almirante Thrawn y motivar a las fuerzas imperiales. El Mayor Grodin Tierce, el clon de un ex soldado de asalto imbuido del intelecto táctico de Thrawn por el propio gran almirante, elabora estrategias para que el falso Thrawn también podría conseguir apoyo para el Imperio e intimidar a la Nueva República. La táctica tiene éxito hasta que Pellaeon y Talon Karrde, en bandos opuestos pero ambos deseando la paz, exponen a Flim. Mientras tanto, en una fortaleza llamada la Mano de Thrawn, Luke y Mara descubren un clon casi completo de Thrawn en gestación, que muere durante su fuga. También se menciona una expedición de Thrawn a las Regiones Desconocidas de la galaxia. Finalmente, Pellaeon y el presidente de la Nueva República firman un tratado de paz.

#### Otros trabajos

##### Novelas
Thrawn aparece como capitán en la novela corta de William C. Dietz de 1997 Dark Forces: Soldier for the Empire. Un Thrawn más joven, con rango de Capitán, hace un cameo en el libro para jóvenes lectores de 1998 Galaxy of Fear: The Swarm de John Whitman, ambientado entre Una Nueva Esperanza y El Imperio Contraataca. En la novela, Tash, Zack Arranda y su tío Hoole, nativos de Alderaan que son fugitivos del Imperio, tienen un encuentro casual con Thrawn en el planeta de la especie S'krrr. Aunque sospechoso, Thrawn es cordial y luego, de mala gana, los ayuda a evitar que los escarabajos drog invadan el planeta.
Antes del estreno en cines de Star Wars: Episodio II - El ataque de los clones, Lucasfilm sugirió que Zahn escribiera un libro de la época de la precuela. Zahn decidió publicar su novela de 2004 Survivor's Quest (la secuela de la duología The Hand of Thrawn) cubren el final del arco argumental de Outbound Flight antes de explorar su comienzo en su novela precuela. En Survivor's Quest, Luke y Mara viajan para investigar los restos de Outbound Flight, una expedición Jedi destruida por Thrawn años antes.
La novela de Zahn de 2006 Outbound Flight está ambientada cincuenta años antes de Survivor's Quest. Sigue la historia de la expedición titular condenada al fracaso, dirigida por el Maestro Jedi Jorus C'baoth, que es atacado por un joven comandante chiss llamado Mitth'raw'nuruodo, conocido informalmente como Thrawn. En la historia, una flota de la República se encuentra con los chiss por primera vez. El comandante alienígena, Thrawn, puede derrotar fácilmente a las naves de la República a pesar de sus armas y números inferiores. Darth Sidious, el alter ego de Palpatine, busca destruir el "Outbound Flight", y él y su agente Kinman Doriana convencen a Thrawn de que la nave y sus Jedi representan una amenaza para el futuro pacífico de la galaxia. Thrawn está de acuerdo, con la esperanza de que C'baoth retroceda antes de tomar medidas más drásticas. Los Jedi se niegan y Thrawn dispara contra la nave, pero Doriana lanza un asalto que mata a todos los Jedi y envía el "Vuelo de Expansión" a toda velocidad hacia su destrucción en un planeta cercano. El hermano de Thrawn, Thrass y Lorana, los únicos Jedi supervivientes, sacrifican sus vidas para salvar a los supervivientes que puedan. Thrawn es reprendido por sus superiores Chiss por su comportamiento hostil y convocado de regreso a su planeta natal Csilla. Publishers Weekly calificó a Thrawn como la "verdadera estrella" de la novela, señalando que su ataque al barco, secretamente influenciado por los agentes de Palpatine, "asegura su eventual exilio de su raza y pone en marcha otras ruedas siniestras en movimiento". Zahn dijo sobre escribir la novela, "como siempre, fue inmensamente divertido jugar con las tácticas de Thrawn". Aunque StarWars.com sugiere que en Outbound Flight, Thrawn es "demasiado inteligente y básicamente decente para convertirse en el sirviente de Palpatine en el que más tarde se convertirá", Zahn explica:

Mi sensación siempre ha sido que [Thrawn] estaba manipulando a Palpatine tanto como Palpatine lo está manipulando a él. Después de todo, solo vino al Imperio para poder obtener el rango de mando, recolectar todo el equipo militar que Palpatine estaba dispuesto a darle y luego ser expulsado de regreso a las Regiones Desconocidas.

Ambientada entre Una nueva esperanza y El Imperio contraataca, Choices of One de Zahn (2011) enfrenta a Thrawn contra el señor de la guerra alienígena Nuso Esva, su némesis de las Regiones Desconocidas.

##### Historias cortas
Thrawn, exiliado por los Chiss a un planeta inhóspito, es encontrado por el Capitán Imperial Voss Parck en "Mist Encounter", un cuento de Zahn que fue publicado originalmente en Star Wars Adventure Journal #7 (agosto 1995). Parck se da cuenta del valor de Thrawn como estratega y decide llevarlo ante el Emperador. En "Command Decision", un cuento de Zahn de noviembre de 1996 publicado en Star Wars Adventure Journal #11 Thrawn es un almirante de la Armada Imperial con Parck como su subordinado. Thrawn organiza un plan para localizar una base rebelde en "Side Trip" de Zahn y Michael A. Stackpole, publicado en Star Wars Adventure Journal #12 (febrero de 1997) y #13 (mayo de 1997), y reimpreso en la antología de noviembre de 1997 Tales from the Empire. El éxito de esta misión le otorga el mando de los comandos noghri de Darth Vader. La novela corta de Zahn Crisis of Faith, publicada con la edición del vigésimo aniversario de Heir to the Empire el 6 de septiembre de 2011 se sitúa inmediatamente antes de "Heredero del Imperio" y encuentra a Thrawn finalmente capaz de derrotar a Nuso Esva.

##### Cómics
| Adaptaciones al cómic de la trilogía de Thrawn | Adaptaciones al cómic de la trilogía de Thrawn |
| ---------------------------------------------- | ---------------------------------------------- |
| Star Wars: Heir to the Empire #1–6             | Octubre de 1995 a abril de 1996                |
| Star Wars: Dark Force Rising #1–6              | Mayo-octubre de 1997                           |
| Star Wars: The Last Command #1–6               | Noviembre de 1997 a julio de 1998              |

TPB:
- Heir to the Empire (recopila Star Wars: Heir to the Empire #1–6, 160 páginas, septiembre de 1996, ISBN 1-56971-202-6)
- Dark Force Rising (recopila Star Wars: Dark Force Rising #1–6, 160 páginas, febrero de 1998, ISBN 1-56971-269-7)
- The Last Command (recopila Star Wars: The Last Command #1–6, 144 páginas, junio de 1999, ISBN 1-56971-378-2)
- The Thrawn Trilogy (recopila Star Wars: Heir to the Empire #1–6, Star Wars: Dark Force Rising #1–6 y Star Wars: The Last Command  #1–6, 420 páginas, diciembre de 2009, ISBN 1-59582-417-0)

En el cómic de Dark Horse de 1997 Star Wars: X-wing – Rogue Squadron 25: The Making of Baron Fel, ambientado cuatro años después de Una nueva esperanza, El piloto imperial Soontir Fel participa en una emboscada a un convoy rebelde. Se da cuenta de que la operación fue planeada por el "almirante alienígena" Thrawn, a quien Vader o el Emperador no le dan ningún reconocimiento. Fel comprende que tal dependencia de un extraterrestre socava los cimientos xenófobos del Imperio, y Thrawn no recibe recompensa después de la exitosa misión.

### Canon

#### Star Wars Rebels(2016–2018)
Con la secuela de la película Star Wars: Episodio VII - El despertar de la Fuerza en producción, en abril de 2014 la mayoría de las novelas y cómics con licencia de Star Wars producidos desde la película de 1977 Star Wars fueron declarados no canon a la franquicia. Sin embargo, el productor ejecutivo de Star Wars Rebels Dave Filoni anunció en la Celebración de Star Wars en Londres en julio de 2016 que Thrawn sería reintroducido en la franquicia en la tercera temporada de la serie Rebels. El personaje debutó en el estreno de la temporada 3, "Steps into shadow", que se estrenó el 24 de septiembre de 2016.
Aunque en las obras de "Legends", Thrawn se usó principalmente en las historias posteriores a "El retorno del Jedi", en "Rebels" tiene lugar dentro de los cinco años anteriores a los eventos de la película original de 1977. Después de ver un clip avanzado de la serie, Zahn le dijo a StarWars.com, "incluso ese pequeño fragmento fue increíble y un poco surrealista. Los autores no pueden ver que nuestras creaciones cobran vida muy a menudo, y fue un verdadero placer ver al Gran Almirante Thrawn caminar y hablar".
Reconociendo que Thrawn había sido considerado durante mucho tiempo por Lucasfilm al desarrollar proyectos, Filoni dijo que, en particular, el personaje había estado en su lista de posibles villanos al desarrollar 'Rebels'. Explicó que a diferencia de cómo el personaje Ahsoka Tano ha sido un contraste para Darth Vader en temporadas anteriores de Rebels, "No hay nadie para defender [a los Rebeldes] contra Thrawn. Queremos tratarlo como un gran villano, tanto como Darth Vader, pero en el lado estratégico y militar de las cosas".

#### Historias
En "Steps into Shadow", Thrawn es el comandante de la Séptima Flota, recientemente ascendido a Gran Almirante por aplastar una insurgencia rebelde en Batonn sin tener en cuenta las bajas civiles. Es traído por el gobernador imperial Arihnda Pryce para ayudar a destruir la célula rebelde homónima de la serie. Un táctico paciente, Thrawn permite que los rebeldes escapen, con la intención de manipularlos para que orquesten la caída completa de su rebelión. En "Hera's Heroes", toma el mando de la ocupación imperial de Ryloth, planeta natal de Hera Syndulla, y tiene su primer contacto cara a cara con los rebeldes. Reaparece en "Iron Squadron", donde ordena al incompetente almirante Konstantine que se ocupe de los rebeldes y simpatizantes de los rebeldes en el sistema Mykapo; después de que la nave de Konstantine queda desactivada, Thrawn llega en su Destructor Estelar personal, el "Quimera", y se revela que se ha encontrado previamente con el comandante rebelde Jun Sato. "An Inside Man" revela que Thrawn ahora está a cargo de la ocupación imperial del planeta Lothal, supervisando la fábrica donde se fabrican el nuevo TIE Defender y varios otros equipos. Él pone fin a los actos de sabotaje de los rebeldes al hacer cumplir una política de que los trabajadores prueben sus creaciones y también se muestra que está estudiando obras de arte que brindan información sobre cada miembro del equipo "Ghost". También determina que hay un espía rebelde dentro de las filas imperiales, pero tiene la intención de usar esto para su beneficio. En "Warhead", Thrawn usa droides sonda para determinar que la base rebelde oculta de Sato está ubicada en uno de menos de cien planetas. Se demuestra que Thrawn es hábil en el combate cuerpo a cuerpo en "Throygh Imperial Eyes", y descubre que el Agente Kallus es el espía rebelde. En "Secret Cargo", Thrawn y Pryce persiguen a la senadora Mon Mothma, que está siendo transportada a un lugar seguro por los rebeldes después de hablar públicamente en contra de Palpatine. En "Zero Hour", Thrawn confronta a Kallus por ser Fulcrum y ejecuta su ataque cuidadosamente planeado en la base rebelde en Atollon. Él es frustrado por el ingenio de los rebeldes y la ayuda de Bendu, quien crípticamente advierte a Thrawn de su inminente derrota, "como muchos brazos rodeándote en un frío abrazo". En el final de la serie "Family Reunion and Farewell", el Destructor Estelar de Thrawn es atacado por Purrgil mientras se cierne sobre Lothal. Atrapado en los tentáculos de las criaturas y al mismo tiempo confrontado por Ezra Bridger, que empuña la Fuerza y trajo a Purrgil para defender Lothal, el Destructor Estelar es arrastrado fuera de las cercanías del planeta por ellos, dejando desconocidos los destinos de Thrawn y Bridger.

#### Thrawn Trilogy (2017-2019)
En un vídeo pregrabado también presentado en la celebración de Star Wars en Londres en julio de 2016, Zahn anunció que estaba escribiendo una nueva novela titulada Star Wars: Thrawn, que fue publicada por Del Rey Libros en abril de 2017. Según Zahn, fue "muy emocionante" escribir el personaje nuevamente, y señaló que "con este libro visitaré una parte de su vida que nunca antes tuve la oportunidad de explorar". Zahn dijo más tarde: " Puedo mostrar cómo lo tratan sus compañeros oficiales y compañeros de barco en su ascenso en la escala militar, particularmente cuando no está en una posición de mando sobre ellos".
Aunque en las obras de "Legends" Thrawn se sitúa principalmente en historias posteriores a "El regreso del Jedi", "Thrawn" se desarrolla antes de los acontecimientos de la película original de 1977. Cubre varios años entre el "primer encuentro" de Thrawn con el Imperio y los eventos de la tercera temporada de Rebels, y narra su ascenso al poder. En la novela, el guerrero Chiss Thrawn, aparentemente exiliado, es rescatado por soldados imperiales y pronto demuestra ser un activo valioso para el Imperio. Su astucia y experiencia como estratega pronto atraen la atención del Emperador Palpatine, aunque las tácticas renegadas de Thrawn encienden la ira de sus superiores. A medida que asciende de rango, Thrawn entrena a su ayudante de campo alférez Eli Vanto en los caminos de la guerra, y se encuentra en una incómoda alianza con la despiadada administradora Arihnda Pryce mientras busca al líder rebelde Nightswan. En última instancia, Thrawn se revela a Nightswan como un agente doble para la Ascendencia Chiss, habiendo sido falsificado su exilio para ayudar con su infiltración.
Una serie de seis adaptaciones comenzaron a desarrollarse a principios de 2018, y finalizó en junio de ese año.
Una secuela de la novela, titulada Thrawn: Alliances, se lanzó el 24 de julio de 2018. Esta novela está ambientada durante el reinado del Imperio. La historia principal sigue al Gran Almirante Thrawn, un "brillante estratega" y el "ejecutor despiadado" Darth Vader en una misión para investigar una amenaza al Imperio en un planeta llamado Batuu, que reside en los límites de las Regiones Desconocidas. Este es el mismo planeta que muchos años antes Thrawn, entonces un oficial de la Ascendencia Chiss, se cruzó con el General Anakin Skywalker, los flashbacks de este encuentro hablan de su "alianza incómoda" mientras enfrentaban varios peligros.
Una tercera novela, Thrawn: Treason, se publicó el 23 de julio de 2019. Ambientado antes del final de Rebels, Thrawn: Treason presenta al Gran Almirante Thrawn se cruza con el director Krennic así como el regreso de Eli Vanto. Cronológicamente, Thrawn: Treason se sitúa entre los episodios de Rebels, "Asalto rebelde" y "Reunión familiar – y despedida".

#### TrilogíaThrawn: Ascendencia(2020-2021)
En la Comic Con de Nueva York de 2019, se anunció una nueva trilogía de Timothy Zahn, que se titulará Thrawn: The Ascendency Trilogy, o simplemente la trilogía Thrawn Ascendancy, que se lanzará con Chaos Rising en mayo de 2020. Después de retrasarse dos veces, la primera novela finalmente se publicó el 1 de septiembre de 2020. En la novela, se reveló que Thrawn nació como Kivu'raw'nuru (nombre principal Vurawn) antes de ser adoptado por la familia Mitth, cambiando su nombre a Mitth'raw'nuru (nombre principal Thrawn). La novela también cubrió más de la historia de fondo de Thrawn junto con otros personajes chiss, como Ar'alani, que también apareció en Thrawn: Treason, la novela anterior por orden de publicación.
Una secuela de Chaos Rising, titulada Greater Good, se lanzó el 27 de abril de 2021.
El tercer libro de la trilogía llamado Lesser Evil, se publicó el 16 de noviembre de 2021.

#### The Mandalorian(2020)
El Gran Almirante Thrawn es mencionado por Ahsoka Tano en la serie de Disney+ The Mandalorian en el "Capítulo 13: La Jedi", como el maestro de la Magistrada de Corvus. Se le vuelve a mencionar en el "Capítulo 23: Los espías" (2023) durante una reunión entre Moff Gideon y el Consejo en la Sombra, un grupo de señores de la guerra imperiales remanentes, que debaten sobre su rumoreado regreso y la entrega del Proyecto Nigromante.

#### Ahsoka(2023)
Thrawn hizo su debut en acción real en la serie de 2023 de Disney+ Ahsoka en "Parte seis: muy muy lejano". Se reveló que tras se arrastrados por los Purrgil del planeta Lothal la última vez, tanto a Thrawn y Ezra acabaron exiliados y varados en el planeta Peridea, un planeta distante ubicado en otra galaxia. Mientras Ezra logró alejarse de él, Thrawn se alió con las Hermanas de la Noche locales y fue servido por el Capitán Enoch. El Jedi renegado Baylan Skoll, su aprendiz Shin Hati y una Morgan Elsbeth liberada tuvieron la tarea de localizar al Gran Almirante Thrawn y sacarlo de su exilio para que pudiera liderar los restos del Imperio Galáctico. La "Parte ocho: La jedi, la bruja y el caudillo" culmina con el regreso de Thrawn a la galaxia. El destructor estelar de Thrawn, el Quimera, se representa acercándose al planeta Dathomir, atracado en el anillo hiperespacial el Ojo de Sion, luego de su escape de Peridea.

#### Otros trabajos
Thrawn se menciona en la novela de Chuck Wendig de 2017 Star Wars: Aftermath: Empire's End como la fuente de información sobre las Regiones Desconocidas que Palpatine utiliza en su plan de contingencia. Este plan resulta en la creación de la Primera Orden.

##### Videojuegos
Thrawn aparece como un personaje jugable en el videojuego para móviles de estrategia Star Wars: Force Arena de 2017, y más tarde fue introducido en Star Wars: Galaxy of Heroes, un juego de rol por turnos, ese verano, como un evento especial como jefe y personaje jugable. Es un personaje jugable adicional en Lego Star Wars: The Skywalker Saga, disponible en el paquete de personajes Star Wars Rebels vendido como contenido descargable.

## Recepción
En 2016, Anthony Breznican de Entertainment Weekly llamó a Thrawn un "favorito de los fanáticos" y "uno de los personajes más importantes que jamás haya surgido del Universo Expandido", y Brian Truitt de USA Today nombraron al personaje "uno de los villanos favoritos del fandom de Star Wars. Comicbook.com llamó a Thrawn "posiblemente el personaje más popular en el universo de Star Wars Legends" en 2017, y Linda Hansen-Raj escribió que el personaje "lleva un legado duradero como uno de los antagonistas más grandes y complejos de Star Wars'". En 2014, Sam Ashurst de GamesRadar llamó a Thrawn "muy popular entre los fans, en parte por su genio táctico, en parte por su actitud progresista hacia sus empleados, pero principalmente por el hecho de que tiene la cara azul" y " fácilmente el villano más cool del Universo Expandido", destacando la pérdida de Thrawn como una de las principales consecuencias del abandono de Lucasfilm del antiguo universo expandido para Star Wars: Episodio VII - El despertar de la Fuerza. Emmet Asher-Perrin de Tor.com señaló en 2016 que, como "uno de los villanos más populares del Universo Expandido" y "uno de los antagonistas más amenazantes que el universo de Star Wars tuvo en hand", la eliminación del personaje de la continuidad del canon "hizo que muchos fanáticos se quejarán".
En 2008, Jesse Schedeen de IGN le dio crédito a Thrawn y la trilogía Thrawn por haber "impulsado" el universo expandido de Star Wars. y en 2015 Empire sugirió que el personaje de Thrawn ayudó a "revitalizar y legitimar" el universo expandido cuando estaba fallando. Eric Goldman escribió para IGN en 2008: "Diabólico, brillante y despiadado, Thrawn fue un excelente villano de 'Star Wars', siguiendo los pasos de Grand Moff Tarkin", y agregó que "su condición de el no humano de más alto rango en el Imperio fue un aspecto muy interesante". En 2006, Zahn llamó a Thrawn y Mara Jade sus personajes favoritos de los que creó. Zahn dijo en julio de 2016: "Un escritor nunca sabe qué personajes harán clic con los lectores, y fue muy gratificante para mí que Thrawn capturara la imaginación de tantas personas durante el último cuarto de siglo".
El personaje ha estado en muchas listas "principales" de personajes de "Star Wars", elogiando su villanía y carácter. En una lista de quince villanos de "La Guerra de las Galaxias", Schedeen colocó a Thrawn como el segundo mejor, superado por Darth Vader, centrándose en su grandeza como comandante y táctico. En 2008, IGN lo clasificó como el décimo mejor personaje general de "Star Wars", destacando su influencia en el universo expandido. y UGO lo enumeró como el tercer personaje más grande del universo expandido el mismo año. Empire incluyó a Thrawn en quinto lugar en su lista de los 25 mejores de los personajes más oscuros de Star Wars en 2015.
En noviembre de 2016, Lars Mikkelsen fue nominado a un Premio Annie 2017 por Logro Sobresaliente, Actuación de Voz en una Producción de Largometraje Animado por su interpretación de Thrawn en Star Wars Rebels.

## Comercialización
Kenner/Hasbro produjo una figura de acción del almirante Thrawn de 3 3⁄4 pulgadas como parte de su línea de universo expandido "Power of the Force 2" de 1998. Se lanzó otra figura para la "Legacy Collection" de 2008, incluida en un "Comic 2-Pack" con una figura de Talon Karrde y un cómic del número 1 de Dark Horse "Heir of the Empire".  En 2010, Sideshow Collectibles lanzó una figura de Thrawn de sexta escala, con una silla de mando como parte de la versión de lujo. Hasbro lanzó una figura de acción de Thrawn como parte de su serie de figuras Rebels en 2016. En 2017, Hasbro lanzó una figura de Thrawn de 6" como parte de su línea Black Series, así como una versión San Diego Comic Con con empaques y accesorios mejorados. En el mismo año, Funko lanzó el Gran Almirante Thrawn #170 de Star Wars Rebels. figura como una "Exclusiva de la Convención Galáctica de 2017" relacionada con la celebración de "Star Wars" de 2017. Además, Lego lanzó una minifigura del Gran Almirante Thrawn, incluida en el set de 2017 The Phantom.

## Otras lecturas
- Anderson, Kevin J.; Wallace, Daniel; Hughes, Bill (2000). «Star Wars: The Essential Chronology». Del Rey (1ª edición) (New York). ISBN 978-0-345-43439-5.
- Wallace, Daniel (2002). «Star Wars: The New Essential Guide to Characters». Del Rey (New York). pp. 185-187. ISBN 978-0-345-44900-9.